# ماركوس كالديرون
ماركوس كالديرون (بالإسبانية: Marcos Calderón) (11 يوليو 1928 بليما في بيرو - 8 ديسمبر 1987 بليما في بيرو) هو مدرب كرة قدم ولاعب كرة قدم بيروفي في مركز الوسط. لعب مع نادي سبورتينغ كريستال وسبورت بويز.

## وصلات خارجية
- ماركوس كالديرون على موقع قاعدة بيانات كرة القدم.إي يو (الإنجليزية)
- ماركوس كالديرون على موقع عالم كرة القدم.نت (الإنجليزية)